# 萊克阿瑟 (新墨西哥州)
萊克阿瑟（英語：Lake Arthur）是一個位於美國新墨西哥州查維斯縣的城鎮。

## 人口
根據2020年美國人口普查的數據，萊克阿瑟的面積為1.38平方千米，皆為陸地。當地共有人口378人，而人口密度為每平方千米274人。